# Jekatěrina Gavrilovna Čislovová
Jekatěrina Gavrilovna Čislovová (21. září 1846 Petrohrad – 13. prosince 1889 Krym) byla ruská baletka a milenka ruského velkoknížete Nikolaje Nikolajeviče, kterému porodila pět dětí.

## Život
Jekatěrina Čislovová se narodila 21. září 1846 jako dcera Gabriela Čislova. Stala se tanečnicí v Imperiálním baletu. Byla bezkonkurenční partnerkou známého Felixe Kschessinskyho v polské mazurce.
V polovině šedesátých let se do ní zamiloval třetí syn ruského cara Mikuláše I. Nikolaj Nikolajevič a stali se milenci. Otevřený poměr velkokníže udržoval i přesto, že byl ženatý, což způsobilo velký skandál. Instaloval ji v módním domě situovaném přímo naproti jeho vlastnímu paláci v hlavním městě. Když Čislovová chtěla, aby ji navštívil, zapálila dvě svíce a položila je na okenní parapet, odkud je mohl velkokníže vidět ze své pracovny. V roce 1868 mu Jekatěrina porodila první z jejich pěti společných dětí.
Car Alexandr II. radil svému bratrovi, aby byl diskrétnější, a tak pár odcestoval na San Remo a na Krym. V roce 1881 odešla Nikolajevova manželka, Alexandra Petrovna Oldenburská, do kyjevského kláštera. Když se Jekatěrina Čislovová vzdala taneční kariéry, začala se obávat o blaho svých dětí v případě, že by se s Nikolajem něco stalo, a prosila ho, aby se postaral o ni a jejich rodinu. 8. prosince 1882 zařídil car Alexandr II. změnu třídy pro Jekatěrinu na venkovskou šlechtu a nemanželští potomci páru obdrželi příjmení Nikolajev.
Protože se Nikolaj nemohl rozvést, doufal, že přežije svou manželku a s milenkou se ožení. Jekatěrina však náhle 13. prosince 1889 na Krymu zemřela. Pohřbena byla v petrohradském klášteře svatého Sergeje pod jménem Jekatěrina Gavrilovna Nikolajeva. Velkokníže Nikolaj ji přežil o pouhé dva roky. Oba jejich synové byli v roce 1894 přijati mezi ruskou šlechtu.

## Potomci
Jekatěrina Čislovová porodila velkoknížeti pět nemanželských dětí:
- Olga Nikolajevna Nikolejeva (10. června 1868 – 31. srpna 1950) – provdala se za generálporučíka prince Michajla Michajloviče Cantacuzena (1858–1927), měla s ním dvě dcery, po revoluci rodina žila ve Francii.
- Vladimír Nikolajevič Nikolajev (4. června 1873 – 28. ledna 1942) – od roku 1893 byl pobočníkem cara Mikuláše II., po revoluci žil v Paříži, měl pět dětí ze čtyř manželství, jeho potomci žili v jižní Francii, Quebecu a Finsku. Pouze dcera Galina (1897–1971) zůstala v Sovětském svazu - se svým manželem, plukovníkem Alexandrem Nikolajevičem Gotovskym, který byl v roce 1937 zastřelen. Pár měl tři syny: Rostislava (1922–1991), Sergeje (1924–1946) a Jiřího (1927–1932); potomci nejstaršího z nich žijí v Moskvě.
- Kateřina Nikolajevna Nikolajeva (1874–26. ledna 1940) – provdala se za Nikolaje Koreva a Ivana Persianiho. Žila v Bělehradě, kde také zemřela.
- Nikolaj Nikolajevič Nikolajev (16. dubna 1875 – 9. ledna 1902) – byl pobočníkem svého nevlastního bratra velkoknížete Nikolaje Nikolajeviče. Oženil se s Olgou Dmitrijevnou Zabotkinou (1871-1925), se kterou měl dvě dcery. Po jeho smrti se vdova provdala za jeho staršího bratra Vladimíra.
- Galina Nikolajevna Nikolajeva (28. ledna 1877 – 3. srpna 1878) – zemřela v dětství.

### Životy dětí Jekatěriny Čislovové
Pouze nejmladší z dětí Jekatěriny Čislovové, dcera Galina, zemřelo v dětství. Ostatní čtyři děti matku přežily. Otec je dobře zaopatřil a v roce 1882 jim zařídil příjmení Nikolajev.
Nejstarší dcera Olga, která byla podobná svému dědečkovi, caru Mikuláši I., se v roce 1892 provdala za prince Michajla Michajloviče Cantacuzena (1858–1927). Měli spolu dvě dcery: princeznu Irenu Cantacuzenu (1895–1945) a princeznu Olgu Cantacuzenu (1899–1983). Po Ruské revoluci žila Olga s rodinou ve Francii.
Nejstarší syn Vladimír se dal na vojenskou kariéru. V roce 1899 vstoupil do pluku jezdectva. V roce 1913 byl pobočníkem cara Mikuláše II. Během první světové války velel jízdnímu pluku. Čtyřikrát se oženil, se svou první manželko Věrou Popovou se rozvedl v roce 1907. Po smrti druhé manželky Eleonory Lencione v roce 1913 se oženil s vdovou po mladším bratrovi, Olgou Zabotkinou. Přežil ruskou revoluci a usadil se ve Francii, Olga však zůstala pozadu a během hladomoru v Sovětském svazu zemřela. V exilu se Vladimír oženil s Olžinou sestrou Marinou Zabotkinou.
Druhá dcera Kateřina Nikolajevna měla se svým prvním manželem Nikolajem Korevem jednu dceru. Po rozvodu se v roce 1914 provdala za Ivana Alexandroviče Persianiho, který pracoval na ruské ambasádě v Římě. Po revoluci v Rusku žila Kateřina v exilu. Zemřela v Bělehradě během druhé světové války.
Nejmladší syn Nikolaj Nikolajevič se dal na vojenskou kariéru pod vedením svého strýce Michaila Nikolajeviče Ruského a nakonec se stal jeho pobočníkem. V roce 1894 byl spolu se starším bratrem Vladimírem přijat mezi ruskou šlechtu. Oženil se s Olgou Zabotkinou, se kterou měl dvě dcery. Nikolaj zemřel mladý a jeho vdova se provdala za jeho staršího bratra. Obě jeho dcery emigrovaly do západní Evropy.